# Neoclavaspis duplex
Neoclavaspis duplex är en insektsart som beskrevs av Brimblecombe 1959. Neoclavaspis duplex ingår i släktet Neoclavaspis och familjen pansarsköldlöss. Inga underarter finns listade i Catalogue of Life.